# Хорнбек
Хорнбек (дан. Hornbæk) — приморське курортне місто на північному узбережжі данського острова Зеландія (дан. Sjælland), біля протоки Éресунн (дан. Øresund), яка відокремлює Данію від Швеції. Місто є частиною муніципалітету Гельсінгер і розташований за 12 км на північний захід від міста Гельсінгер і відомий головним чином своїми будинками для відпочинку та широкими піщаними пляжами.
На 2020 рік, населення міста Хорнбек складало 3 641 особу, але з 2010 року воно об'єдналось з сусіднім містом Дроннінгмюлле в муніципалітеті Грібсков, утворюючи міську територію з загальною кількістю населення 5 334 особи.

## Історія
Спочатку Хорнбек був невеликим рибальським селом навколо природної гавані. У 1706 році, в оамках першої з низки данських ініціатив з відновлення лісів, на схід від міста було висаджено плантацію Хорнбек, щоб запобігти розмиванню піщаних ґрунтів.
Наприкінці XVIII століття для мешканців Копенгагена було звичайною практикою проводити літо в сільській місцевості на північ від міста, і багато художників почали зупинятися в Хорнбеку. Серед них були Педер Северін Крейєр, Хольгер Драхман і Карл Лохер, перш ніж вони переїхали до Скагена і утворили Скагенське товариство художників. Крістіан Зартманн, інший видатний данський художник того часу, також проводив час у Горнбеку.
Поступово у місті виникла індустрія пансіонатів і приморських готелів, багато дачників купували землю і будували будинки.
Август Стріндберг і Гаррієт Боссе відвідали Хорнбек у 1901 році під час подорожі, що замінила їхній медовий місяць.
Коли 22 травня 1906 року було відкрито залізничну лінію Хорнбек, місто заполонили туристи. Причали для купання та купальні були поширені вздовж узбережжя.

## Видатні особи
- Керолайн Хаммер — одна з перших професійних жінок-фотографів у Данії.
- Ерна Юель-Гансен — прозаїк і борець за права жінок.
- Генрік Б. Андерсен — скульптор, професор Вільнюської художньої академії у Литві з 2008 року.
- Марія Єсперсен — данська тенісистка.
- Віктор Нельссон — данський футболіст, центральний захисник клубу «Галатасарай».